# Kempnyia tamoya
Kempnyia tamoya är en bäcksländeart som beskrevs av Froehlich 1984. Kempnyia tamoya ingår i släktet Kempnyia och familjen jättebäcksländor. Inga underarter finns listade i Catalogue of Life.